# National Hotel
El hotel National (en inglés The National Hotel o National Hotel Miami Beach ) es un hotel de estilo art déco en la avenida Collins en el área de South Beach en Miami Beach, Florida. Es miembro del programa de Hoteles Históricos de América del Fideicomiso Nacional para la Preservación Histórica.
Fue diseñado por el arquitecto estadounidense Roy France, a quien se le atribuye la creación del horizonte de Miami Beach, habiendo diseñado muchos de sus hoteles, en estilo art déco y moderno de la posguerra. Su filosofía con respecto al hotel National y otros era: "Que entre el aire y el sol. Para eso viene la gente a Florida".
Originalmente construido en 1939, fue completamente renovado en 2014. Durante la pandemia de COVID-19, el hotel cerró durante casi un año para remodelar las 116 habitaciones y suites en la Torre Histórica y las 36 unidades Cabana.

Shayne Benowitz del Daily Telegraph le dio al hotel una calificación de 8 sobre 10, diciendo:
El hotel National es uno de los hoteles art déco frente al mar heredados de Miami en la avenida Collins, con una icónica piscina de 205 pies de largo, habitaciones antiguas con temas de viajes y murales originales de mosaicos de la artista de la jazz age Tamara de Lempicka.
El frente es su torre art déco. Detrás, el restaurante Mareva 1939 da a la piscina "infinita" larga y estrecha que se extiende hacia la playa, rodeada de cabañas, mesas junto a la piscina y una sección inferior del hotel que se extiende. Luego hay una piscina recreativa rectangular, casi cuadrada, luego los bares tiki y las áreas de descanso, luego arbustos y árboles con el paseo marítimo de Miami Beach, luego la playa. La torre tiene el mismo tamaño que cuando se construyó originalmente; la sección inferior del hotel tiene habitaciones más grandes. The National Hotel o National Hotel Miami Beach
Los no invitados pueden usar las dos piscinas por una tarifa ($45 en 2022).

Benowitz escribe:
Hay algunas limitaciones que vienen con la restauración de un hotel histórico en una ciudad donde la conservación es primordial. Por esta razón, las habitaciones son acogedoras y las ventanas son pequeñas porque conservan su diseño original. The National aprovecha al máximo esto con muebles renovados con cabeceras, escritorios, sillas y mesas de cóctel de madera de cerezo pulido. El cromo pulido se usa para lámparas de noche y ventiladores de techo, lo que se suma al atractivo limpio y vintage. Los baños también son bastante estrechos, pero modernos y limpios, con un lavabo, azulejos blancos y una combinación de bañera y ducha. Las habitaciones cabaña mejoradas son más espaciosas y lujosas.
En 2021, Armin Rosen de Tablet afirmó que había una "nueva diáspora", en parte llegando a Miami Beach, de "neoyorquinos descontentos, que huían de las draconianas restricciones de COVID de la ciudad y la política pesimista". Citó la celebración de fiestas "elegantes" en el Hotel Nacional como un indicador de la reapertura de Miami Beach, antes de la ciudad de Nueva York, en abril y mayo.
Se agotaron las entradas para una gala de homenaje de 2021 a Josephine Baker en el Hotel Nacional. Miami declaró el 28 de noviembre de 2021 como el "Día de Josephine Baker", en honor a la cantante estadounidense-francesa, que se había presentado en Miami Beach, y el evento de homenaje se llevó a cabo en el National. Se dice que en 1950/1951 hizo historia al negarse a actuar en el Copa City Club a menos que el club de Miami Beach estuviera abierto a los negros. En ese momento estaban en vigor las reglas de segregación de Jim Crow . El club negó su demanda, pero finalmente cedió, y el 10 de enero de 1951, ella "se convirtió en la primera artista conocida en actuar en un destacado club de Miami Beach ante una audiencia integrada".
La Gaceta de Montreal afirma en 2022 que el National "finalizó recientemente las renovaciones de sus habitaciones y adoptó una política solo para adultos" que, en este hotel, requiere que los huéspedes tengan 21 años o más.

En 2022 , Architectural Digest calificó al National como una "joya arquitectónica" y uno de los "ocho edificios icónicos de la ciudad que han sido renovados para mostrar su valor histórico a través de una lente del siglo XXI". Mencionó la restauración completa del hotel en 2021 y que:
[El] hotel Art Deco solo para adultos inauguró su restaurante más reciente, Marea 1939, llamado así por el año histórico en el que se construyó el hotel. Los espacios de comedor interior y exterior en Marea 1939 ofrecen vistas al jardín, la piscina y el océano, anclados con banquetas en forma de U en el estilo clásico de Miami. El bar 1939 tiene vista al gran vestíbulo Art Deco de The National.